# Dimitrios Markos
Dimitrios Markos (en griego: Δημήτριος Μάρκος; Atenas, 13 de septiembre de 2001) es un deportista griego que compite en natación, especialista en el estilo libre. Ganó tres medallas en el Campeonato Europeo de Natación de 2024, plata en 400 m libre y 800 m libre y bronce en 4 × 200 m libre.

## Palmarés internacional
| Campeonato Europeo | Campeonato Europeo | Campeonato Europeo | Campeonato Europeo |
| Año                | Lugar              | Medalla            | Prueba             |
| ------------------ | ------------------ | ------------------ | ------------------ |
| 2024               | Belgrado (Serbia)  | Medalla de plata   | 400 m libre        |
| 2024               | Belgrado (Serbia)  | Medalla de plata   | 800 m libre        |
| 2024               | Belgrado (Serbia)  | Medalla de bronce  | 4 × 200 m libre    |